# Cephaloleia quadrilineata
Cephaloleia quadrilineata es un coleóptero de la familia Chrysomelidae.
Fue descrita científicamente en 1885 por Baly.